# 浙江省衢州第二中学
浙江省衢州第二中学(英文:Quzhou No.2 Middle School) 是一所位于浙江省衢州市的高级中学，也是浙江省的省一级重点中学之一。在不引起混淆的情况下，可称其为衢州二中或二中。
衢州第二中学（Quzhou No.2 High School Zhejiang）是浙江省首批办好的18所重点中学之一，也是浙江省一级重点中学、浙江省一级普通高中特色示范学校、北京大学中学校长实名推荐学校。衢州第二中学创办于1953年，初名“浙江省衢州新建中学”，1969年9月分为“衢州机械厂、万田公社工农学校”、“衢县邮电局王家公社玉七学校”，1953年9月28日更名为“浙江省衢州第二中学”。截至2012年，衢州二中占地面积310余亩，共有教学班60个，学生近3000人。

## 历史沿革
学校创建于1953年，初名衢州新建中学，同年九月更名为浙江省衢州第二中学，1959年被确立为省重点中学。1969年，该中学迁出原址，1970年9月又迁回原址。1978年重新确立为省重点中学。
1953年8月，学校创办，初名“浙江省衢州新建中学”。
1953年9月28日，浙江省人民政府教育厅文件通知，更名为“浙江省衢州第二中学”。
1963年，学校被定为浙江省十四所重点中学之一。
1969年9月，学校迁移农村，分为“衢州机械厂、万田公社工农学校”、“衢县邮电局王家公社玉七学校”。
1970年9月，搬回原址复校。
1978年，重新确定为浙江省重点中学。
1981年，由浙江省人民政府批准，定为浙江省首批办好的十八所重点中学之一。
1993年，创办信达中学。
1994年10月26日，由浙江省教委批准为省首批办好的十四所重点中学之一。
1996年1月，经浙江省教委评估检查，定为浙江省一级重点中学。
1997年6月6日，衢州市人民政府决定：衢州二中实施初、高中分离办学，停止招收初中新生。
1999年3月17日，通过了浙江省一级重点中学的复查评估。
2000年，与宁波华茂集团联合创办了衢州华茂外国语学校。

## 历任校长
1. 邢汝昌 1953.9 - 1954.4
2. 朱俊杰 1954.7 - 1958.2
3. 方焕启 1958.4 - 1958.12
4. 王毅生 1958.12 - 1967.12
5. 张鹏翼 1978.5 - 1981.3
6. 吴    良 1981.3 -  1984.12
7. 张金锵 1984.12 - 1998.8
8. 徐建平 1998.8 -2009.10
9. 潘志强  2009.10-  （现任）

## 办学条件

### 办学规模
截至2012年，浙江省衢州第二中学占地面积310余亩，建筑面积11.2万平方米，共有教学班60个，学生近3000人。

### 硬件设施
浙江省衢州第二中学建有体艺馆、400米标准塑胶田径场、图书馆、5个网络计算机房，1个信息学奥赛竞训室，1个机器人竞赛训练室，5个多功能多媒体报告厅，每个教室及理化生实验室都安装有投影机、实物展示台和宽带网络接口，每位教师均配有笔记本电脑，所有辅导室、办公室、会议室等均接入校园网，图书综合大楼藏书共计20万册，并设有1000个座位的自习室。

### 师资力量
据2015年1月学校网站数据显示，浙江省衢州第二中学共有教职工300人，其中浙江省特级教师5人（潘志强、李志豪、章浙中、叶霜、贵丽萍），教授级高级教师2人（李志豪等），浙江省功勋教师1人（潘志强），高级教师67人，浙江省教坛新秀3名（留良吾、胡敏芳、郑友民），衢州市名师20名，衢州市各学科带头人8名（叶勇贵、洪小勇、姚拥军、周旭荣、胡云、温敏芳、胡震芳、胡欣红），市省各学会会长、理事30多人。

## 办学成果

### 学生成绩

#### 高考成绩
2015年高考，衢州二中学生参考人数743人，第一批上线共计581人（不含体艺生，不含农村专项计划加分上线32人），重点率78.20%，北京大学、清华大学上线10人。2014年高考，衢州二中第一批上线共计571人（不含体艺生），重点率74.16%。此外，全国“七大名校”自主招生考试成绩，衢州二中名列浙江省第五名。清华大学录取7人，北京大学录取6人，香港大学1人，香港科技大学2人，中国科学院大学4人。
2013年高考，衢州二中第一批上线共计622人（不含体艺生），囊括衢州市文、理科状元。衢州市理科前10名占9人，前20名占17人；文科前10名占6人，前20名占13人。2012年高考，衢州二中第一批上线共计678人，位居浙江省第一，重点率为77.2%，衢州市文科前15名占14人，理科前30名占28人，囊括衢州市文、理科状元。2011年高考，衢州二中第一批上线共计636人（不包括保送生，体艺生），囊括衢州市文、理科状元，位居浙江省第一。
| 时间                  | 学生                               | 比赛项目/作品                                                         | 获奖情况                   |
| --------------------- | ---------------------------------- | --------------------------------------------------------------------- | -------------------------- |
| 2014年9月             | 江如蓝                             | 第29届全国青少年科技创新大赛/《智能汽车随动转向后视镜》               | 铜牌和中鸣科学奖（专项奖） |
| 2014年8月             | 杨嘉年                             | 第23届全国中学生生物竞赛                                              | 金牌（全国第四名）         |
| 2014年6月             | 金城                               | 第七届国际可持续发展项目奥林匹克竞赛/《基于生物电的植物防御系统探究》 | 优秀奖                     |
| 2014年5月30日到6月1日 | 阮淑娴                             | 浙江省青少年阳光体育运动会射击比赛中学组10M气步枪20发比赛             | 第一名                     |
| 2014年                |                                    | 全国中学生生物学联赛                                                  | 获得4金4银                 |
| 2014年5月             | 卞昀江、 廖学善、 潘虹霰等15人     | 2014年浙江省化学竞赛                                                  | 衢州市一等奖               |
| 2014年1月             | 高三（3）班、高三（4）班           | 浙江省中学生暑期社会实践活动                                          | 优秀团队                   |
| 2013年12月            | 陈辰阳、朱昊东、吕启、邱国强、冯健 | 第29届中国数学奥林匹克暨全国中学生数学冬令营（CMO）                   | 全国一等奖                 |

### 教师成绩
2014年10月	周玲	《洋务运动》一课	全国中学历史教学录像课大赛一等奖
2014年6月	魏华	　　	衢州市高中地理优质课评比活动第一名
2014年2月	刘惠震	摄影作品《校园穿越》组照	“美丽中国·美丽校园”摄影比赛全国三等奖
2014年1月	郑友民	　　	入选“浙江省中小学100个班主任工作室”领衔人
2013年10月	翁伟兵	《电气时代》一课	全国中学历史教学录像课比赛一等奖
2013年10月	肖彬飞	《城市化》一课	全国地理优质课特等奖
2013年10月	叶敏红	《用图表说话—网上创业数据分析》一课	全国高中信息技术优质课特等奖
2013年6月	吴利伟	衢州市2013年高中地理教师命题能力评比	一等奖第一名
2013年5月	叶敏红	职业技能类选修课程《做学电子商务》	入选浙江省第二批普通高中精品选修课程

### 学校荣誉
1987年　　	浙江省文明单位	浙江省人民政府
1993年8月	全国中学贯彻《学校体育工作条例》优秀学校	国家教委、国家体委
1996年1月	浙江省一级重点中学	浙江省教委
1997年	首批全国中小学现代教育技术实验学校	教育部
1998年3月	浙江行风建设先进集体	浙江省教委
2001年	全国群众体育运动先进单位	国家体育总局
2006年12月	全国五四红旗团委	共青团中央
2011年10月	北京大学中学校长实名推荐制学校	北京大学
2012年10月	清华大学‘新百年领军计划’优秀生源基地	清华大学
2014年	浙江省一级普通高中特色示范学校	浙江省教育厅
2014年12月	浙江省“千校结好”先进学校	浙江省教育国际交流协会

## 知名校友
- 郑树森，中国工程院院士
- 赵南明，清华大学医学院常务副院长
- 夏景林，现任复旦大学上海医学院副院长，博士生导师
- 祝红红，流行病学研究专家，美国西肯塔基大学公共健康系副教授

## 校园环境
浙江省衢州第二中学环境优美，校内古树名木众多，绿树葱郁，古树参天，空气清新，环境幽雅，一年四季的景色美不胜收。据统计，校园树木种类达151种，其中，名木古树19棵，百年以上的有8棵，树龄最长168年。儒学是浙江省衢州第二中学文化的基石，校园里的各幢大楼和主干道之名多以孔子思想命名，例如笃志楼、思齐楼、博文楼、学思路、知新路、仁爱路等，每一间教室的后墙上，都贴有儒学名言。

## 友好学校
- 德国Das Gymnasium Untergriesbach
- 美国Pingry School（英语：Pingry School）
- 丹麦Hasseris Gymnasium（丹麥語：Hasseris Gymnasium）
- 瑞典Elof Lindälvs gymnasium（瑞典语：Elof Lindälvs gymnasium）